# Айке (озеро)
Айке́ (каз. Әйке) — крупное озеро в степном Зауралье. Находится на границе Оренбургской области России и Актюбинской области Казахстана. Граница пересекает озеро таким образом, что меньшая часть (1300 га) оказывается на территории Светлинского района России, а большая часть с островом — в Айтекебийском районе Казахстана. Озеро бессточное, солоноводное, округлой формы. Имеет тектоническое происхождение. Вместе с другими близлежащими озёрами образует Жетыкольско-Айкенский бессточный озёрный район.
Является важным местом гнездования и остановок на пролёте водоплавающих птиц. На озере гнездятся птицы занесённые в Красную Книгу России — черноголовый хохотун и кудрявый пеликан.
На восточном берегу озера расположен аул Айке (Казахстан), ближайшим населённым пунктом с российской стороны является посёлок Полевой, находящийся в 13 км юго-западнее озера.

## Название
Возможно, от казахского женского имени Ойке. Замена О на А в топониме могла произойти уже на русской почве.